# جون هارينجتون (لاعب هوكي الجليد)
جون هارينجتون (بالإنجليزية: John Harrington)‏ هو لاعب هوكي الجليد أمريكي، ولد في 24 مايو 1957 في فيرجينيا في الولايات المتحدة.

## وصلات خارجية
- جون هارينجتون على موقع دوري الهوكي الوطني (الإنجليزية)
- جون هارينجتون على موقع EliteProspects.com (الإنجليزية)
- جون هارينجتون على موقع Eurohockey.com (الإنجليزية)
- جون هارينجتون على موقع HockeyDB.com (الإنجليزية)
- جون هارينجتون على موقع أوليمبيديا (الإنجليزية)